# Saison 28 d'Alerte Cobra
Chronologie
Saison 27 Saison 29
Cet article présente le guide des épisodes la vingt-huitième saison de la série télévisée Alerte Cobra.

## Distribution

### Acteurs principaux
- Erdoğan Atalay : Sami Gerçan (inspecteur)
- Tom Beck : Ben Jäger (inspecteur)

### Acteurs récurrents
- Katja Woywood : Kim Krüger (chef de service)
- Daniela Wutte : Susanne König (secrétaire)
- Dietmar Huhn : Henri Granberger (brigadier)
- Gottfried Vollmer : Boris Bonrath (brigadier)
- Siggi H : Siggi Müller (brigadier)
- Niels Kurvin : Armand Freund (police scientifique)
- Kerstin Thielemann : Isolde Maria Schrankmann (procureure générale)
- Carina Wiese : Andréa Gerçan (femme de Sami)
- Oliver Pocher : Oliver Sturm

## Diffusion
En Allemagne, la saison a été diffusée du 2 septembre 2010 au 14 octobre 2010, sur RTL Television.
En France, la saison a été diffusée du 17 mai 2013 au 27 juin 2013 sur TMC. À noter que TMC avait diffusé l'épisode 1 après les autres.

## Épisodes

### Épisode 1:L'école buissonnière
- Allemagne : 2 septembre 2010 sur RTL Television
- France : 17 juin 2013 sur TMC

Oliver Pocher : Oliver Sturm

### Épisode 2:Pour la vie d'un amiouCobra dans la place
- Allemagne : 9 septembre 2010 sur RTL Television
- France : 17 mai 2013 sur TMC

Avec l’aide de Sami, un jeune garçon nommé Cem est revenu dans le droit chemin et a mis sa carrière de délinquant derrière lui. Il vient tout juste de terminer sa formation professionnelle et est tombé amoureux de la séduisante Shirin, une jeune chanteuse qui travaille pour Omid, un producteur de rap. 

### Épisode 3:Un sou est un sou
- Allemagne : 16 septembre 2010 sur RTL Television
- France : 21 mai 2013 sur TMC

### Épisode 4:La honte de la famille
- Allemagne : 23 septembre 2010 sur RTL Television
- France : 22 mai 2013 sur TMC

### Épisode 5:Le bonhomme de neige
- Allemagne : 30 septembre 2010 sur RTL Television
- France : 23 mai 2013 sur TMC

- Daniel Roesner (Tacho)
- Axel Stein (Turbo)

### Épisode 6:Gravé pour l'éternité
- Allemagne : 7 octobre 2010 sur RTL Television
- France : 24 mai 2013 sur TMC

### Épisode 7:Une nuit pas si douce
- Allemagne : 14 octobre 2010 sur RTL Television
- France : 27 mai 2013 sur TMC

Kim Krüger se fait tirer dessus et est gravement blessée, Ben est présumé mort dans l'explosion d'une voiture et est enlevé.